# Diplesiostigma bisetosum
Diplesiostigma bisetosum is een vliesvleugelig insect uit de familie Tetracampidae. De wetenschappelijke naam is voor het eerst geldig gepubliceerd in 1988 door Boucek.